# Psenobolus pygmaeus
Psenobolus pygmaeus är en stekelart som beskrevs av Henry J. Reinhard 1885. Psenobolus pygmaeus ingår i släktet Psenobolus och familjen bracksteklar. Inga underarter finns listade i Catalogue of Life.